# Jóvenes turcos (Uruguay)
Se conoció con el nombre de los jóvenes turcos a un grupo de políticos jóvenes del Partido Colorado de Uruguay que actuó a mediados de los años 1940. 
En las elecciones de 1946 Luis Batlle Berres fue elegido Vicepresidente de la República, acompañando a Tomás Berreta. Asumió la Presidencia de la República a la muerte de Berreta el 2 de agosto de 1947, desarrollando una política estatista y proteccionista, que en varios aspectos continuó la política de sustitución de importaciones creada en los años 1930. Esta corriente política recibió el nombre de neobatllismo.
El neobatllismo se apoyó en las clases media y obrera, a impulso de caudillos locales, que muchas veces canjearon votos por puestos en la administración pública o por promesas de los mismos, lo cual trajo aparejadas profundas y duraderas consecuencias en la vida política de Uruguay. Entre sus más entusiastas militantes se destacaba el grupo conocido como "los jóvenes turcos", que integraban Zelmar Michelini, Teófilo Collazo, Guzmán Acosta y Lara, Norberto Sanguinetti, Tabaré Hackenbruch y Julio María Sanguinetti. Otros dirigentes jóvenes cercanos al presidente Luis Batlle fueron Manuel Flores Mora, Luis Hierro Gambardella, Amilcar Vasconcellos y Glauco Segovia.
Estos jóvenes políticos fueron denominados popularmente como "los jóvenes turcos" del batllismo en razón de su radicalismo sin concesiones. El nombre se inspiró en el sobrenombre del partido nacionalista y reformista turco de principios del siglo XX, el Comité de Unión y Progreso (CUP), cuyos líderes llevaron a cabo una rebelión contra el sultán Abdul Hamid II. Los Jóvenes Turcos gobernaron el Imperio otomano desde 1908 hasta finales de la Primera Guerra Mundial, en noviembre de 1918. Tenían sus orígenes en sociedades secretas de estudiantes universitarios y cadetes militares progresistas, conducidas subrepticiamente por la disidencia política después de que la constitución fuera revocada por el sultán Abdul Hamid II.